# Phrynopus peruvianus
Phrynopus peruvianus é uma espécie de anfíbio  da família Leptodactylidae.
É endémica do Peru.
Os seus habitats naturais são: matagal tropical ou subtropical de alta altitude.
Está ameaçada por perda de habitat.